# Melanolophia atigrada
Melanolophia atigrada är en fjärilsart som beskrevs av Paul Dognin 1893. Melanolophia atigrada ingår i släktet Melanolophia och familjen mätare. Inga underarter finns listade i Catalogue of Life.